# Five Nights at Freddy's
 (janvier 2022).
- Si vous ne connaissez pas le sujet, laissez ce bandeau (vous pouvez alors contacter les auteurs).
- Si vous supprimez le contenu mis en cause (vous pouvez préalablement contacter les auteurs),

argumentez précisément cette suppression dans la page de discussion
(un manque de référence n'est pas un argument ; une recherche réelle de référence doit avoir été effectuée, être formellement documentée).
Five Nights at Freddy's  est une série de jeux vidéo indépendants de type survival horror en pointer-cliquer (point-and-click) développée par Scott Cawthon. Elle a débuté le 8 août 2014 par la sortie du jeu éponyme. 
Le but des jeux est de ne pas mourir : les trois premiers jeux emploient la même mécanique (le joueur est un gardien de nuit qui doit survivre pendant 5 nuits dans une pizzeria remplie d'animatroniques qui l'attaquent avec, si le joueur perd, un jumpscare). Cependant, la sortie progressive des différentes suites a permis à Scott Cawthon de varier les modes de jeux, et d'offrir des précisions sur l'histoire sous-jacente de la franchise, souvent sous la forme d'indices cachés. Ainsi, au fil des différentes adaptations, une trame narrative se révèle :  l'un des créateurs de la filiale Fazbear Entertainement, William Afton, est un meurtrier qui se rend coupable de plusieurs infanticides dans ses propres pizzerias, dont le meurtre de la fille de son associé Henry Emily. 
Sujet de nombreuses spéculations durant la sortie des jeux, et auréolé d'un succès international favorisé par un grand nombre de gameplay mis en ligne sur YouTube (notamment par le Youtuber américain Markiplier), la série reçoit un accueil critique positif et compte aujourd'hui 10 épisodes principaux, quatre spin-off, et des adaptations en plusieurs romans et un film, sorti en 2023. Son impact sur la culture populaire liée à Internet et sur le jeu vidéo indépendant est également important, comparable en portée au succès d'un jeu comme Undertale.

## Série principale

### Five Nights at Freddy's(2014)
Five Nights at Freddy's est un jeu vidéo de genre survival horror en pointer-cliquer (point-and-click) développé par Scott Cawthon, sorti en 2014.
Le jeu se déroule dans une pizzeria, dans laquelle un gardien de sécurité appelé Mike Schmidt doit se protéger d'antagonistes animatroniques (Freddy, Bonnie, Chica, Golden Freddy et Foxy), communs à presque tous les jeux, qui sont censés divertir les clients lors des journées.
L'histoire du jeu est très controversée, et certaines parties ne sont que supposées. D'après les appels de Phone Guy lors du premier jour, le programme des animatroniques leur fait prendre le gardien de nuit pour un endosquelette d'animatronique sans aucun costume. Or selon le Phone Guy, les endosquelettes sans costume ne sont pas autorisés à se montrer au public, et donc les animatroniques ont été programmés pour emmener les endosquelettes dans les coulisses afin de leur faire enfiler un costume. Et toujours selon le Phone Guy, ce ne serait pas si grave si les costumes n'étaient pas remplis de barres transversales, de fils et de dispositifs animatroniques, en particulier dans le masque.
Le gardien de nuit doit surveiller chacun de leurs mouvements à l'aide de caméras de surveillance et en se protégeant avec des portes blindées. Mais il faut faire attention à certains animatroniques plus qu'aux autres, plus particulièrement à « Foxy » qui court vers la salle où se trouve le joueur contrairement aux autres. Il faut également surveiller la batterie qui se déchargera en fonction des actions comme allumer la lumière du couloir, fermer les portes… Car si celle-ci tombe à 0 %, Freddy viendra causer un Game Over, car celui-ci a une particularité : il n’apparaît que lorsque le joueur n'a plus de courant ou qu’il a atteint la nuit 4 (il peut aussi apparaître la nuit 3, mais les chances sont rares). Lorsque ça arrive, on peut voir ses yeux dans le noir et on entend une berceuse, reprise d'une partie de l’air du toréador de Georges Bizet.
La pièce où se retrouve le joueur comporte deux portes, l'une à droite et l'autre à gauche, et quatre boutons, deux pour chaque porte. Ces boutons servent à bloquer l'accès aux animatroniques lorsqu'ils sont près du joueur ou à allumer une lumière permettant de distinguer si un animatronique est près de celui-ci. Les robots que le joueur doit éviter ont tous un nom précis : Freddy, l'ours, la mascotte du restaurant, Bonnie le lapin guitariste, Chica, le poussin et enfin Foxy, le renard pirate.
Un costume de rechange de Freddy jaune et sans yeux apparaît dans le jeu si on bascule plusieurs fois d'une caméra à la caméra 2B, ainsi nommé par les fans « Golden Freddy », restant un des personnages mystérieux du jeu.
À la suite de la réussite des cinq premières nuits, une nuit bonus appelée « sixième nuit » est proposée. Puis une deuxième nuit bonus est débloquée par le joueur. Elle est aussi appelée « Custom Night » (« nuit personnalisée ») car le joueur peut personnaliser le niveau d'agressivité des animatroniques ou choisir un mode de jeu où les mascottes sont actives différemment durant la nuit. Un court jump scare de Golden Freddy survient si la date 1987 apparaît à l'écran en choisissant dans l'ordre la difficulté des animatroniques dans l'option Custom Night.
Plus tard, alors que Five Nights at Freddy's est un succès pour son créateur, certains éléments du jeu intriguent les joueurs (notamment les journaux accrochés au mur nous informant de la disparition de plusieurs enfants au sein même du restaurant). Scott Cawthon confirma par la suite que l'histoire du jeu est cachée. Depuis, la saga est surtout connue pour ses sombres et nombreux mystères.
Five Nights at Freddy's est initialement commercialisée via Desura le 8 août 2014. Le 20 août 2014, après approbation de la plateforme Steam Greenlight, Five Nights at Freddy's est également mis en vente via Steam,. Une adaptation pour Android est commercialisée le 27 août 2014 via Google Play. Son adaptation pour iOS est commercialisée le 11 septembre 2014.
Le jeu est bien accueilli dans son genre, son mécanisme de gameplay et son atmosphère oppressante plongeant le joueur dans une méfiance constante et dans la paranoïa. Five Nights at Freddy's est le jeu le mieux vendu sur Desura jusqu'au 18 août 2014.

### Five Nights at Freddy's 2(2014)

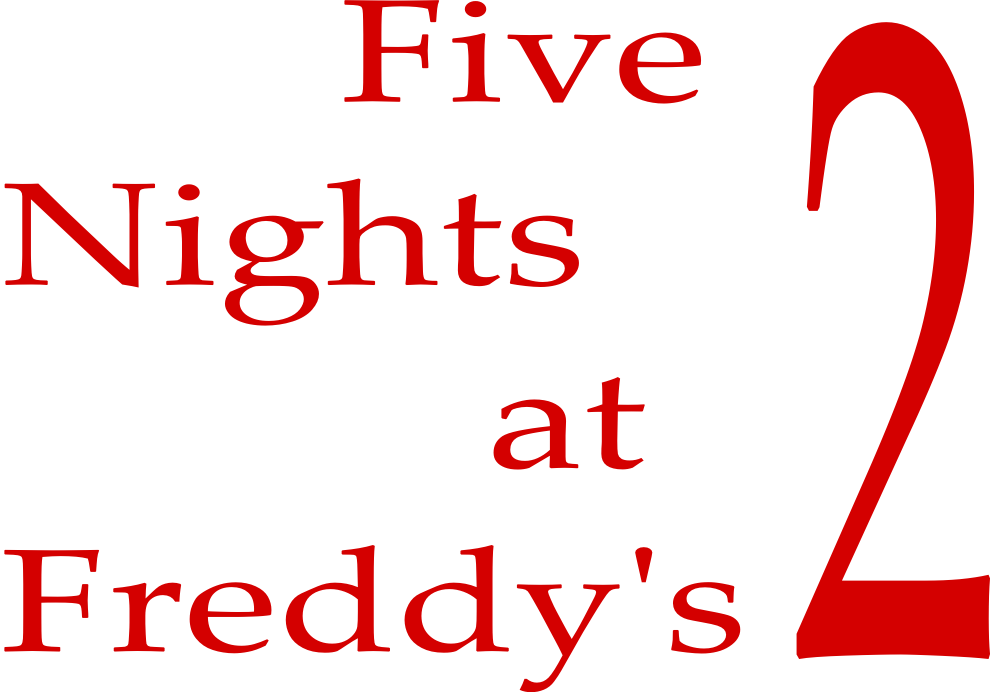

Five Nights at Freddy’s 2, le deuxième opus de la saga, est, selon Scott Cawthon, une suite au premier opus mais, après avoir totalement analysé le jeu, les fans affirment que c'est en réalité un préquel du premier chapitre : les fans ont remarqué que la date du chèque de fin du premier jeu était 1987. Les fans les plus persévérants ont utilisé le salaire que notre personnage reçoit. En remarquant que les gardiens de nuit étaient payés en moyenne 120,20 $ la semaine, ils ont déterminé que la date du premier opus se situe entre 1993 et 1994.
Ils ont également remarqué que sur les calendriers de ces années, le seul vendredi 13 novembre (date notée sur le chèque) était en 1992 et non en 1993 ou en 1994. On y joue notamment un personnage différent : Jeremy Fitzgerald.
Five Nights at Freddy's 2 ajoute de nouveaux personnages dont les modèles Toy, qui sont au nombre de cinq[pas clair] : Toy Freddy, Toy Bonnie, Toy Chica, Balloon Boy, Mangle, censée être Toy Foxy mais détruite et reconstruite par des enfants, ce qui lui a donné cet air défiguré. Nous retrouvons de nouvelles versions usagées des animatroniques du premier opus (les Withered). Semblables à Golden Freddy du premier jeu, de nouveaux animatroniques mystérieux sont ajoutés (Shadow Freddy et Shadow Toy Bonnie).
Les mécaniques ont beaucoup changé depuis le premier opus. Le joueur est maintenant muni d'un masque de Freddy afin de tromper les animatroniques qui viennent à lui (ne fonctionne pas avec Foxy et Puppet). Il est aussi aidé d'une lampe pour aveugler Foxy et peut s'en servir pour mieux voir à travers les images que diffusent les caméras. Cependant, aucune porte n'est présente afin de bloquer l'accès. Une boîte à musique est ajoutée à la disposition du joueur pour maîtriser Puppet, qui est une marionnette résistante à la lampe torche. Si la marionnette sort totalement de la boîte, il restera au joueur environ 10 à 30 secondes pour pouvoir survivre à la marionnette. Pendant ce laps de temps, il est tout de même possible de gagner.
Le jeu compte plus de onze animatroniques à éviter au total, ce qui augmente la difficulté du jeu. C'est à partir de Five Nights at Freddy's 2 qu'apparaissent des mini-jeux en 8-bits qui sont proposés aléatoirement durant les parties. Ces mini-jeux donnent quelques indices sur l'histoire que cache la saga. Ce sont aussi eux qui permettent à un nouveau personnage d’apparaître. Les fans l'appellent « Purple Guy » en raison de sa couleur. L'époque où se déroule le jeu est en 1987, puisque cette fois la date est bel et bien inscrite sur le chèque à la fin du jeu. C'est lors de cette année qu'a lieu un accident de morsure causé par un animatronique. On l'appelle « la morsure de 87 ». Elle est entendue pour la première fois dans le premier opus dans un appel du Phone Guy.
Le jeu est commercialisé le 10 novembre 2014, quelques mois plus tôt que prévu à la suite des problèmes liés à la démo. L'adaptation pour Android est commercialisée le 13 novembre 2014.

### Five Nights at Freddy's 3(2015)

Five Nights at Freddy’s 3 est le troisième opus, annoncé en janvier 2015 via un teaser représentant le visage d'un animatronique vert-doré. Cette image est accompagnée du slogan « I'm still here » (« Je suis toujours là »), ainsi que de la phrase « 30 years later, only one » (« 30 ans après, seulement un »). Une bande-annonce a vu le jour le 26 janvier 2015, révélant alors une nouvelle mascotte, Springtrap (littéralement "piège à ressort"). Une démo fit son apparition le 1er mars 2015, et le jeu en lui-même le 2 mars 2015 sur Windows puis le 7 mars sur Android.
Au cours des nuits, le joueur devra éviter des animatronics en particulier, Springtrap. Pour le maintenir loin de son emplacement, le joueur sera équipé d'un système d'audio ayant comme utilité d'envoyer des bruits à l'endroit souhaité pour que l'animatronique soit attiré par le son. En revanche, le système ne sera pas efficace à chaque utilisation, et le joueur devra constamment réactiver quelques systèmes utiles. Par exemple, le système de caméra qui permet de surveiller les mouvements de Springtrap, le système audio utilisé pour attirer l'animatronique loin du joueur et le système de ventilation qui empêche le bâtiment de prendre feu. Le moniteur de caméra est aussi muni d'une visualisation des conduits de ventilation. Cela est souvent utile pour le joueur car Springtrap pourra s'y faufiler de temps à autre durant le jeu. Cependant, les conduits ne disposent pas de système d'audio. Le joueur pourra néanmoins sceller leur accès à tout moment en double-cliquant sur l'emplacement de la caméra. D'anciens animatroniques sous forme de fantômes désactivent certains systèmes pendant la nuit. Ces fantômes apparaissent dans les caméras ou dans le bureau (l'emplacement du joueur) lors d'occasions aléatoires. Pour éviter leurs attaques, il suffit de ne pas les regarder trop longtemps ; le joueur pourra ainsi continuer sa nuit. Les animatroniques en version fantomatique sont Balloon Boy, Freddy, Chica, Foxy, Mangle et Puppet. Lorsque le jeu est (presque) terminé, l'« extra » sera débloqué. L'extra montre quelques informations sur les animatroniques du jeu comme leur « jumpscare » et laissera l'accès à des bonus comme le radar ou le « fast night » (soit littéralement la « Nuit rapide »). Lorsque la sixième nuit est achevée, un morceau d'article de journal apparaît sur l'écran. Il y est inscrit que l'attraction aurait pris feu durant la nuit. À la suite de cela, beaucoup de fans se demandent si la saga était vraiment terminée. Un indice indiquait pourtant que ce n'était pas le cas car en éclairant le fond de la photo, on peut apercevoir Springtrap. Il existe d'ailleurs deux fins au jeu, la première dite « bad ending » soit la mauvaise fin, qui consiste à finir les cinq premières nuits sans avoir trouvé tous les secrets des mini-jeux cachés et jouables pendant certaines nuits (en cliquant à un emplacement exact du bureau ou d'une caméra) et la « good ending » soit la bonne fin, qui se débloque en ayant fait tous les mini-jeux cachés et leurs secrets et achevé les cinq premières nuits.
Chaque nuit complétée donne aussi accès à un autre mini-jeu du même style. Ces phases révéleront la réelle identité du fameux Springtrap.
Ce troisième opus révèle de nouveaux éléments de l'histoire. Le jeu se passe 30 ans après la fermeture du restaurant du premier jeu. Ce lieu est devenu une attraction d'horreur sous le nom de « Fazbear's Fright ». Le cadavre à l'intérieur de Springtrap serait William Afton, dit Purple Guy, mort coincé dans le costume à ressorts de Spring Bonnie après un incident connu sous le nom de "Springlock failure".
Selon les informations que donne le jeu, les « fantômes » seraient en fait des hallucinations causées par la chaleur du bâtiment. Selon une théorie des fans, ces personnages soudainement apparus seraient les fantômes des âmes des enfants qui hanteraient les animatroniques des années passées et qui essaient de faire fuir le joueur.

### Five Nights at Freddy's 4(2015)

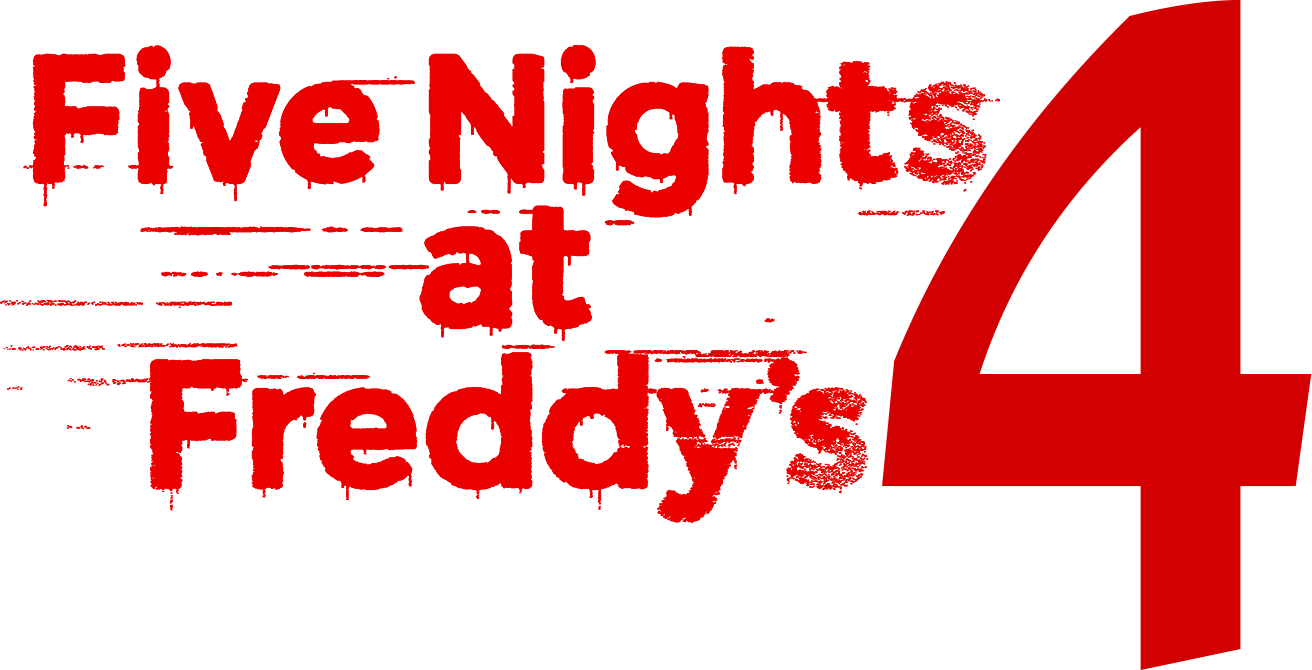

Five Nights at Freddy’s 4, quatrième opus, est annoncé en avril 2015. Il est commercialisé le 23 juillet 2015 sur Windows, et une mise à jour gratuite est disponible le 31 octobre 2015 à l'occasion d'Halloween avec de nouveaux animatroniques.
Les animatroniques seraient, d'après certaines théories, les cauchemars du garçon durant les 5 nuits précédant sa mort et son anniversaire. En effet, il est mort à cause de son frère qui a mis sa tête dans la mâchoire de Fredbear ; à noter que Fredbear est un animatronique à ressort (springlock), et si un animatronique à ressort est exposé à de l'humidité ou à la moisissure, le système à ressort peut se contracter et peut tuer la personne dans le costume ou dans la mâchoire après environ 5 secondes. Fredbear aurait fermé d'un grand coup sa mâchoire, et l'enfant (aussi appelé Crying Child, l'enfant qui pleure) ne survivra pas. En regardant le lit derrière l'enfant, en fonction des nuits, on peut y voir des fleurs, une seringue, des médicaments et une poche intraveineuse. À la fin de la sixième nuit, le petit garçon meurt. On peut alors voir un texte où son frère lui dit : "Peux-tu m'entendre ? Je ne sais pas si tu peux m'entendre, je suis désolé", puis un texte d'une autre couleur apparaît : "Tu es cassé, nous sommes restés tes amis, tu y crois toujours ? Je vais nous réunir à nouveau."
Une septième nuit appelée "Nightmare"(cauchemar) introduit un personnage caché du même nom qui apparaît à partir de la quatrième heure de la nuit comme Nightmare Fredbear. Une fois la septième nuit réussie, le joueur aura accès à une nuit cachée, le 20/20/20/20 ou tout simplement la huitième nuit. Elle est accessible depuis les extras en mettant sur le clavier quatre fois le nombre 20.

### Five Nights at Freddy's: Sister Location(2016)

Un teaser sorti sur la chaîne Youtube officielle de Scott Cawthon officialise le jeu Five Nights at Freddy’s: Sister Location, ou plus couramment appelé Five Nights at Freddy's 5, le 21 mai 2016. Le jeu est sorti le 7 octobre 2016 sur Steam.
Le jeu se passe dans ce qui semble être un endroit souterrain nommé le « Circus Baby entertainment and rentals ». Le joueur incarne un gardien de nuit chargé de programmer les animatroniques afin qu'ils fonctionnent parfaitement pour la journée suivante. Plusieurs tâches doivent être accomplies chaque nuit ce qui rend le gameplay de chaque phase différent. De nouveaux animatroniques feront leur apparition dont Ballora, les Minirennas, Funtime Freddy et Bon-Bon (Une marionnette Bonnie), Funtime Foxy, les Bidibabs et Circus Baby qui est un personnage déjà aperçu dans le hors-série FNAF World. Deux fins différentes peuvent être atteintes par le joueur. L'une se termine comme étant la vraie fin du jeu et l'autre implique de survivre à l'intérieur d'une pièce cachée en compagnie d'un animatronique particulier nommé Ennard. Ce personnage est un animatronique très étudié par les fans. Il serait en réalité un mélange de tous les animatroniques assemblés pour pouvoir sortir dans le monde extérieur. À l'image des autres jeux de la saga, Five Nights at Freddy's: Sister Location contient lui aussi des mini-jeux en 8-bits. Ceux-ci révèlent l'histoire du personnage de Circus Baby.
Plus tard, Scott Cawthon annonça le développement d'une mise à jour impliquant le Custom Night de Five Nights at Freddy's: Sister Location. Lors de sa sortie, les joueurs découvrent de nouveaux personnages apparus dans la version originale tels que Yenndo, Lolbit, Electrobab et Bonnet. Néanmoins, un élément intrigue les fans : de nouveaux mini-jeux en 8-bits arrivent à l'écran à chaque fois qu'un mode est complété. Les fans ont beaucoup cherché la signification de ce mini-jeu et sont même arrivés à révéler d'autres points étudiés sur le jeu grâce à ces recherches, mais un autre point pose question. Lorsqu'un certain mode est réussi, une cinématique s'enclenche. Cette dernière a l'air de contredire la théorie sur l'identité de Springtrap. Cet animatronique ne serait pas la personne à laquelle les fans pensaient. Par contre, certaines personnes ont réussi à expliquer que l'identité de Springtrap est la même que ce qu'ils croyaient, et ce malgré la cinématique. D'autres pensent que le jeu dit vrai et que les fans se trompaient depuis le début de l'arrivée de Springtrap dans la saga. Selon la communauté, ce il ne serait autre que Michael Afton, le fils de William Afton (qui serait en réalité Purple Guy) dont il voudrait se venger pour lui avoir menti. Cette théorie est plus tard démentie par les crédits de Freddy Fazbear's Pizzeria Simulator, désignant la voix Springtrap (devenu Scraptrap) par le nom William Afton.

### Freddy Fazbear's Pizzeria Simulator(2017)
Freddy Fazbear’s Pizzeria Simulator, plus communément appelé Five Nights at Freddy’s 6, créé par Scott Cawthon, en décembre 2017.
Dans ce jeu, le joueur incarne le propriétaire du restaurant Freddy Fazbear's Pizza Place et devra améliorer de plus en plus la pizzeria. La partie comporte 3 phases :
- la gestion du restaurant : avec l'argent que le joueur gagne, il peut améliorer la pizzeria, l'agrandir, voire acheter un animatronique ; mais chaque objet comporte un niveau de danger faisant augmenter le risque de procès. ;
- la phase de survie : le joueur doit exécuter des tâches qui provoquent du bruit attirant les animatroniques, le système de temps (survivre jusqu'à 6 heures du matin) n'existe plus. ;
- la récupération : chaque jour, des employés trouvent des animatroniques devant le restaurant. Deux choix sont proposés, soit le rejeter soit procéder à une phase de test afin de le récupérer pour utiliser ses pièces détachées, des musiques sont mises en route pour voir si l'animatronique réagit, dans ce cas, il faut le noter sur une feuille. Lorsqu'il menace d'attaquer, le joueur peut l'électriser, il ne peut cependant le faire que trois fois avant de faire baisser la va. Lorsque la récupération est réussie, le joueur gagne plus d'argent grâce aux pièces détachées.

Les animatroniques hostiles présents sont Scrap Baby (Baby venant de Five Nights at Freddy's Sister Location), William Afton/Scraptrap (qui est Springtrap dans un costume différent de celui du 3e volet), Molten Freddy (Ennard venant de Five Nights at Freddy's Sister Location, sans Circus Baby), et Lefty qui, pour tous les fans, n'est autre qu'un costume piégeant Puppet grâce à une image secrète.
Le jeu se termine par l'incendie du restaurant causé par Henry Emily, cofondateur de Fazbear Entertainement avec William Afton, qui voulait en finir avec la « malédiction de Freddy Fazbear's Pizza », les animatroniques et le joueur sont alors coincés dans le restaurant, ce qui représente la fin de Five Nights at Freddy's. Il y a au total 6 fins différentes.

### Ultimate Custom Night(2018)
Ultimate Custom Night est un jeu reprenant presque tous les personnages et décors des précédents opus, possédant cependant un impact sur l'histoire des jeux Five Nights at Freddy's. Il est le premier jeu de la série à mettre en avant plus de 50 animatroniques. Le joueur peut aussi faire des défis et débloquer de nouveaux bureaux. Nous jouons possiblement le rôle de William Afton, emprisonné dans un enfer organisé par une certaine Cassidy, personnage important et pourtant trop peu connu des jeux.
Cet opus offre à presque tous les animatroniques une voix et donc un monologue ; ce qui permet d'apprendre des détails sur les personnages et leur interlocuteur.

### Five Nights at Freddy's: Help Wanted(2019)
Five Nights at Freddy's: Help Wanted est un jeu originellement en réalité virtuelle qui regroupe les premiers jeux de la franchise Five Nights at Freddy's sous une apparence retravaillée ainsi que de nouveaux mini-jeux.
Développé par Steel Wool Studios, ce jeu est le premier jeu en réalité virtuelle de la franchise. Il introduit une nouvelle portion de l'histoire et de nouveaux personnages dont l'un serait William Afton, sous le nom de Glitchtrap.
Il existe aussi en version non-VR, c'est-à-dire à la souris et à la manette sur console, qui est sortie peu de temps après la version VR.
Un DLC est sorti sous le nom de Curse of Dreadbear ajoutant de nouveaux mini-jeux et de nouveaux personnages sous le thème d'Halloween, dont Grimm Foxy et même la première apparence de Vanny (antagoniste principal de FNaF: Security Breach).

### Five Nights at Freddy's: Security Breach(2021)
Five Nights at Freddy's: Security Breach était initialement prévu pour 2020 mais reporté à fin 2021 à cause de la pandémie de Covid-19. Le jeu est sorti finalement le 16 décembre 2021, sur Steam, PlayStation 4 et PlayStation 5, puis sur Xbox One, Xbox Series X, Xbox Series S et Nintendo Switch.
En le comparant à ses prédécesseurs, on remarque qu'il propose un gameplay entièrement différent des autres jeux qui se résumaient à des jeux point-and-click où il fallait rester dans un bureau et surveiller les animatroniques. Ainsi, Security Breach introduit le free-roam, c'est-à-dire le fait de pouvoir se déplacer librement dans le bâtiment. Il n'est plus question de survivre cinq nuits, mais de faire des missions tout au long d'une seule nuit tout en survivant aux animatroniques. Le joueur tente aussi de s'échapper du Mega Pizzaplex. Les personnages présents dans ce jeu sont : Glamrock Freddy qui nous aide tout au long de ce jeu, Glamrock Chica, Montgomery Gator, Roxanne Wolf, le responsable de la Garderie (Sunnydrop le jour et Moondrop la nuit), les S.T.A.F.F. Bots, Music Man, DJ Music Man, Blob (Amalgamolten), Vanny, Vanessa et Burntrap (William Afton). Le joueur incarne le personnage d'un garçon dénommé Gregory qui va au fur et à mesure découvrir ce qu'il se passe dans le Pizzaplex.

### Five Nights at Freddy's: Security Breach - Ruin(2023)
Le 25 juillet 2023, le DLC Ruin de Five Nights at Freddy's: Security Breach est gratuitement mis à disposition des joueurs.
Les événements du DLC Ruin se déroulent immédiatement après ceux de Security Breach. Le joueur incarne Cassie, une amie de Gregory, le protagoniste principal de Security Breach. L'histoire commence par un violent tremblement de terre qui secoue le Pizzaplex déjà en ruines. Inquiète pour Gregory, Cassie décide de s'aventurer dans les sombres profondeurs du Pizzaplex pour le retrouver. Gregory a envoyé des messages de détresse, ce qui pousse Cassie à entreprendre cette mission périlleuse.
L'aventure de Cassie consiste à libérer Gregory, retenu prisonnier dans le restaurant, en désactivant divers nœuds de sécurité disséminés dans les couloirs lugubres du Pizzaplex. Chaque nœud désactivé rapproche Cassie de son objectif, mais elle découvrira bientôt un twist inattendu.
À la conclusion de ce jeu, Cassie réalise que Gregory n'était en réalité pas dans le restaurant. À la place, un animatronique malveillant, surnommé Mimic-01 par les fans, se faisait passer pour lui depuis le début de l'aventure. Finalement, Cassie parvient à s'échapper du Pizzaplex en compagnie des animatroniques Glamrock, ce qui marque la fin de cette aventure.

### Five Nights at Freddy's: Help Wanted 2(2023)
Five Nights at Freddy's: Help Wanted 2, le 10e jeu de la franchise, est sorti le 14 décembre 2023. Il s'agit d'un jeu en VR, comme Help Wanted dont il est une suite indirecte. Et, comme dans  HW, on peut jouer a une succession de mini-jeux impliquant cette fois les animatroniques de Security Breach, ainsi que plusieurs mini-jeux basés dans le Pizza Plex.
La version non-VR est sortie le 20 juin 2024 sur Steam.

### Five Nights at Freddy's: Secret of the Mimic(2025)
Five Nights at Freddy's: Secret of the Mimic est sorti le 13 juin 2025.

## Jeux dérivés

### FNaF World(2016)

Logo de FNaF World (2016)

FNaF World est un jeu vidéo de rôle de type RPG dérivé de l'univers de Five Nights at Freddy's. Il est commercialisé le 8 février 2016 sur Game Jolt.
Cet opus est différent des autres classiques de la saga. L'univers est plus cartoon et son gameplay est à la troisième personne. Le principe du jeu est de battre des adversaires de l'univers de Scott, le créateur, avec l'aide des animatroniques et personnages de la saga. La forme de combat, d'ailleurs, se rapproche un peu des premiers Pokémon avec des attaques spécifiques à chaque personnages.
Seulement, derrière ce gameplay plutôt différent, ces multiples biomasses et ambiances colorés, une facette plus sombre du jeu est présente. Via un mini-jeu ou un ennemi. Ce qui rajoute plus de théorie quant à l'histoire des jeux[Quoi ?].

### Five Nights at Freddy's: Special Delivery(2019)
Five Nights at Freddy’s AR: Special Delivery est un jeu en réalité augmentée sorti le 25 novembre 2019.
Très différent des autres jeux Five Nights at Freddy's, le but de ce jeu est de capturer les animatroniques qui vous entourent. Ce jeu est gratuit et est exclusif sur téléphones portables et tablettes.
Il a été développé par Illumix et imaginé par Scott Cawthon.

### Freddy in Space 3: Chica in Space(2023)
Freddy in Space 3: Chica in Space est un shoot 'em up à défilement horizontal créé et publié par Scott Cawthon, et la suite de Freddy in Space 2. Il est sorti gratuitement sur Game Jolt le 18 octobre 2023 sous le titre FNAF: The Movie: The Game.
Le jeu débute avec Chica, qui doit sauver ses partenaires des griffes d'un mystérieux antagoniste. La finition de chaque niveau débloque un personnage : Freddy Fazbear, Bonnie, Foxy, et Mangle. Chacun possède sa propre capacité spéciale, qui peut soit infliger davantage de dégâts aux ennemis, ou améliorer les statistiques du personnage. Quatre niveaux, chacun divisés en deux tableaux, offrent une variété d'ennemis et d'obstacles à vaincre ou à surmonter. Il est possible de ramasser des coffres et des Faz-Pièces en chemin ou en vainquant des ennemis. Ces pièces peuvent être échangées avec Lolbit pour recevoir une nouvelle arme, une nouvelle tenue, ou un autre compagnon. Le système de jeu est basé sur le tir et le saut. En appuyant sur la touche de saut en plein air, le personnage effectue un double saut.
Chaque niveau fait référence à une facette de la franchise Five Nights at Freddy's.

## Adaptations littéraires

### Première série de livres (2015 - 2021)
L'univers a été adapté en plusieurs romans. Peu de temps après la sortie de sa mise à jour sur Five Nights at Freddy's 4 (Halloween Edition), Scott Cawthon publie sur son site officiel le teaser d'un livre du nom de Five Nights at Freddy's: The Untold Story. Plus tard cependant, le titre changera pour devenir Five Nights at Freddy's: The Silver Eyes. Le livre sort en avril 2015. Un deuxième tome sortit le 27 juin 2017 sous le titre de Five Nights at Freddy's: The Twisted Ones. Un troisième, et dernier de la série, du nom de Five Nights at Freddy's: The Fourth Closet est apparu le 26 juin 2018. Les versions originales et traduites ont été officiellement dévoilées sur le site de vente en ligne Amazon, mise à part pour les traductions russes.
| Titre                                            | Auteurs                           | Dates de sortie |
| ------------------------------------------------ | --------------------------------- | --- |
| The Silver Eyes (litt. "Les yeux d'argent")      | Scott Cawthon, Kira Breed-Wrisley | 27 septembre 2016 (version anglaise) 1er janvier 2017 (version polonaise) 3 mars 2017 (version portugaise) 11 mai 2017 (version espagnole) 11 mai 2017 (version italienne) 20 août 2017 (version allemande) 5 mars 2021 23 octobre 2023 (version russe)             |
| The Twisted Ones (litt. "Les Twisted") *         | Scott Cawthon, Kira Breed-Wrisley | 27 juin 2017 (version anglaise) 2 novembre 2017 (version italienne) 1er janvier 2018 (version polonaise) 27 février 2018 (version portugaise) 21 juin 2018 (version allemande) 31 décembre 2018 (version espagnole) 15 février 2021 23 octobre 2023 (version russe) |
| The Fourth Closet (litt. "Le quatrième placard") | Scott Cawthon, Kira Breed-Wrisley | 26 juin 2018 (version anglaise) 1er janvier 2018 (version polonaise) 13 août 2019 (version allemande) 5 février 2020 (version portugaise) 27 mars 2020 (version italienne) 11 janvier 2021 23 octobre 2023 (version russe) 31 janvier 2021 (version espagnole)      |

*Les Twisted (Twisted Freddy, Twisted Bonnie, Twisted Chica & Twisted Foxy) forment une gamme d'animatronique spécifique à ce livre.
Il existe également une version collection des livres. Five Nights at Freddy's Collection comprend les trois premiers livres de la série (The Silver Eyes, The Twisted Ones, The Fourth Closet). Il contient également un poster "exclusif".
| Titre                              | Contient les livres: | Auteurs                           | Date de sortie |
| ---------------------------------- | -------------------- | --------------------------------- | -------------- |
| Five Nights at Freddy's Collection | De #1 à #3           | Scott Cawthon, Kira Breed-Wrisley | 28 août 2018   |

### SérieThe Freddy Files(2017 - 2022)
Cette série spin-off forme un guide officiel des jeux Five Nights at Freddy's, afin d'aider les fans de la franchise à comprendre comme réussir les nuits, avec des plans détaillés, mais aussi beaucoup d'Easter Eggs qui sont cachés dans les jeux. Chaque version a été réadaptée avec la sortie des nouveaux jeux.
| Titre                              | Auteur        | Dates de sortie                                                                                |
| ---------------------------------- | ------------- | ---------------------------------------------------------------------------------------------- |
| The Freddy Files                   | Scott Cawthon | 29 août 2017 (version anglaise) 24 mai 2018 (version italienne) 1 juillet 2023 (version russe) |
| The Freddy Files (Updated Version) | Scott Cawthon | 25 juin 2019 (version anglaise) 9 octobre 2023 (version russe)                                 |
| The Ultimate Guide                 | Scott Cawthon | 7 décembre 2021 (version anglaise)                                                             |
| The Security Breach Files          | Scott Cawthon | 20 septembre 2022 (version anglaise)                                                           |

### SérieFazbear Frights(2019 - 2022)
Cette seconde série se focalise sur plusieurs coins de la série canon de l'histoire de Five Nights at Freddy's, avec de nouveaux protagonistes et animatroniques. Ces livres sont classés YA (Young Adult) et comporte des scènes violentes et perturbantes, qui selon Scott "pourrait déstabiliser les fans les plus endurcis de Five Nights at Freddy's". Les livres en version originale anglaise sont dévoilés et sortis en premier sur le site Bookmanager. Quant aux versions traduites, elles ont été officiellement dévoilées sur le site de vente Amazon.
| N°  | Titre                                                                                 | Auteurs                                                   | Dates de sortie |
| --- | ------------------------------------------------------------------------------------- | --------------------------------------------------------- | --- |
| #1  | Into The Pit (litt. "Dans la piscine à balles)                                        | Scott Cawthon, Elley Cooper                               | 26 décembre 2019 (version anglaise) 17 juin 2020 (version polonaise) 25 septembre 2020 (version allemande) 5 novembre 2020 (version italienne) 10 mars 2022 (version espagnole) 16 janvier 2024 (version russe) |
| #2  | Fetch (nom propre, vient de l'expression "Va chercher")                               | Scott Cawthon, Andrea Waggener, Carly Anne West           | 3 mars 2020 (version anglaise) 25 novembre 2020 (Version polonaise) 23 mars 2021 (version allemande) 21 octobre 2021 (version italienne) 22 novembre 2022 (version espagnole) 16 janvier 2024 (version russe)   |
| #3  | 1:35 AM (litt. "Une heure trente-cinq du matin")                                      | Scott Cawthon, Elley Cooper, Andrea Waggener              | 7 janvier 2020 (version anglaise) 24 mars 2021 (Version polonaise) 27 juillet 2021 (version allemande) 1er juin 2022 (version italienne) 20 décembre 2023 (version russe)                                       |
| #4  | Step Closer (litt. "Approche-toi")                                                    | Scott Cawthon, Elley Cooper, Kelly Parra, Andrea Waggener | 7 juillet 2020 (version anglaise) 30 juin 2021 (Version polonaise) 9 novembre 2021 (version allemande) 15 décembre 2023 (version russe)                                                                         |
| #5  | Bunny Call (mot valise entre "lapin" et "appel", originaire du mot ''Réveille-matin") | Scott Cawthon, Elley Cooper, Andrea Waggener              | 1er septembre 2020 (version anglaise) 29 septembre 2021 (Version polonaise) 12 juillet 2022 (version allemande)                                                                                                 |
| #6  | Blackbird (litt. "Merle noir")                                                        | Scott Cawthon, Kelly Parra, Andrea Waggener               | 2 janvier 2021 (version anglaise) 13 janvier 2022 (version polonaise) |
| #7  | The Cliffs* (litt. "Les falaises")                                                    | Scott Cawthon, Elley Cooper, Andrea Waggener              | 2 mars 2021 (version anglaise) |
| #8  | Gumdrop Angel (litt. "Angel Boule de Gomme")                                          | Scott Cawthon, Andrea Waggener                            | 4 mai 2021 (version anglaise) |
| #9  | The Puppet Carver (litt. "Le marionnettiste")                                         | Scott Cawthon, Elley Cooper                               | 6 juillet 2021 (version anglaise) |
| #10 | Friendly Face (litt. "Visage amical")                                                 | Scott Cawthon, Andrea Waggener                            | 7 septembre 2021 (version anglaise) |
| #11 | The Prankster (litt. "Le farceur")                                                    | Scott Cawthon, Elley Cooper, Andrea Waggener              | 2 novembre 2021 (version anglaise) |
| #12 | Felix The Shark (litt. "Félix le requin")                                             | Scott Cawthon, Elley Cooper, Andrea Waggener              | 5 avril 2022 (version anglaise) |

*Initialement, ce roman devait s'appeler The Breaking Wheel, le nom ayant été changé pour The Cliffs. Ce titre a été réutilisé pour la seconde histoire du même livre, et fait référence au supplice de la roue, un objet de torture datant du Moyen Âge.
Il existe également deux versions coffrets des livres:
| Titre                     | Contient les livres: | Auteurs                                                                    | Date de sortie     |
| ------------------------- | -------------------- | -------------------------------------------------------------------------- | ------------------ |
| Fazbear Frights Box Set   | De #1 à #4           | Scott Cawthon, Elley Cooper, Andrea Waggener, Carly Anne West, Kelly Parra | 1er septembre 2020 |
| Fazbear Frights Box Set 2 | De #1 à #12          | Scott Cawthon, Elley Cooper, Andrea Waggener, Carly Anne West, Kelly Parra | 5 avril 2022       |

Le coffret Fazbear Frights Box Set comprend les quatre premiers livres de la série. Quant à lui, le coffret Fazbear Frights Box Set 2 comprend l'intégralité des livres de la série, du premier au onzième. Il contient également un douzième livre « exclusif », qui conte des histoires précédemment abandonnées, jugées trop volumineuses quant au nombre de pages.
Aussi, le 6 septembre 2022, l'adaptation en roman graphique de cette série de romans débutera, avec comme première œuvre Five Nights at Freddy's: Fazbear Frights Graphic Novel Collection #1, contenant les nouvelles Into the Pit et To Be Beautiful venant du premier tome, ainsi que Out of Stock la dernière nouvelle du second tome.
| Titre                                                                | Auteurs                                       | Illustrateur                                       | Histoires                                                      | Adaptateur           | Date de sortie                      |
| -------------------------------------------------------------------- | --------------------------------------------- | -------------------------------------------------- | -------------------------------------------------------------- | -------------------- | ----------------------------------- |
| Five Nights at Freddy's: Fazbear Frights Graphic Novel Collection #1 | Scott Cawthon, Carly Anne West, Elley Cooper, | Didi Esmeralda, Anthony Morris Jr., Andi Santagata | Into the Pit, To Be Beautiful (Tome #1) Out of Stock (Tome #2) | Christopher Hastings | 6 septembre 2022 (version anglaise) |

### SérieTales from the Pizzaplex(2022)
Cette troisième série de livres se passe cette fois-ci dans l'univers du nouveau jeu Security Breach. Le format de cette série actuelle est identique à la précédente, la série Tales from the Pizzaplex comportant elle aussi trois histoires par tome. Le second opus a été le premier livre annoncé, sur le site Rakuten Kobo, avec comme date de sortie le 30 août 2022. Le 6 novembre 2021 est dévoilé la date de sortie et la première de couverture du premier opus sur Bookmanager. Le 11 décembre 2021, c'est au tour du troisième opus d'être annoncé sur Bookmanager pour le 1er novembre 2021.
Quant aux versions traduites, elles sont officiellement dévoilées sur Amazon.
| N° | Titre                                  | Auteurs                                      | Dates de sortie                      |
| -- | -------------------------------------- | -------------------------------------------- | ------------------------------------ |
| #1 | Lally's Game (litt. "Le jeu de Lally") | Scott Cawthon, Kelly Parra, Andrea Waggener  | 19 juin 2022 (version anglaise)      |
| #2 | HAPPS                                  | Scott Cawthon, Elley Cooper, Andrea Waggener | 20 septembre 2022 (version anglaise) |
| #3 | Somniphobia (litt. "Somniphobie")      | Scott Cawthon, Kelly Parra, Andrea Waggener  | 1er novembre 2022 (version anglaise) |
| #4 | Submechanophobia                       | Scott Cawthon, Kelly Parra,Andrea Waggener   | 27 décembre 2022 (version anglaise)  |
| #5 | The bobbiedots                         | Scott Cawthon, Kelly Parra,Andrea Waggener   | 7 mars 2023 (version anglaise)       |
| #6 | Nexie                                  | Scott Cawthon, Kelly Parra,Andrea Waggener   | 2 mai 2023 (version anglaise)        |
| #7 | Tiger rock                             | Scott Cawthon, Kelly Parra,Andrea Waggener   | 4 juillet 2023 (version anglaise)    |
| #8 | B7-2                                   | Scott Cawthon, Kelly Parra,Andrea Waggener   | 3 octobre 2023 (version anglaise)    |

### Livres divers
Cette liste contient tous les livres ne faisant pas partie des séries de livres principales :
| Titre                                              | Type de livre      | Auteurs                                        | Dates de sortie                                                     |
| -------------------------------------------------- | ------------------ | ---------------------------------------------- | ------------------------------------------------------------------- |
| Five Nights at Freddy's: The Survival Logbook      | Livre d'activité   | Scott Cawthon                                  | 26 décembre 2017 (version anglaise) 10 juillet 2023 (version russe) |
| Art with Edge                                      | Livre de coloriage | Scott Cawthon LadyFiszi (illustratrice)        | 17 novembre 2018 (version anglaise)                                 |
| How to Draw Five Nights at Freddy's                | Livre de coloriage | Scott Cawthon Glass House (illustrateurs)      | 4 janvier 2022 (version anglaise)                                   |
| The Official Five Nights at Freddy's Coloring Book | Livre de coloriage | Scott Cawthon Claudia Schröder (illustratrice) | 5 janvier 2021 (version anglaise)                                   |
| The Five Nights at Freddy's Character Encyclopedia | Encyclopédie       | Scott Cawthon, (inconnu)                       | 1er novembre 2022 (version anglaise)                                |

## Adaptation cinématographique
Le film est annoncé pour la première fois en avril 2015 avec la participation de Warner Bros., et Gil Kenan mais le projet est remodelé plusieurs fois avant que la production passe à Blumhouse Productions et la réalisation à Emma Tammi, pour un tournage entre février et avril 2023.
Five Nights at Freddy's sort en salles et sur Peacock aux États-Unis le 27 octobre 2023, puis le 8 novembre 2023 dans les cinémas d'Europe. Il met en scène Elizabeth Lail, Josh Hutcherson et Matthew Lillard dans les rôles principaux. 
À la suite du succès du film, une suite est prévue pour fin 2025.